# Vladimír Šmicer
Vladimír Šmicer (* 24. Mai 1973 in Děčín) ist ein ehemaliger tschechischer Fußballspieler.

## Vereinskarriere
Nach ersten Erfolgen in der Heimat mit dem Gewinn des Titels 1996 wechselte Šmicer nach der Fußball-EM 1996 nach Frankreich zum RC Lens. In der Ligue 1 konnte er 1998 ebenfalls den Titel gewinnen, dazu kam der Ligapokaltitel 1999.
Der tschechische offensive Mittelfeldspieler feierte allerdings seine größten Erfolge, als er 1999 zum FC Liverpool wechselte. 2001 gewann er mit den Engländern den UEFA-Pokal und 2005 in seiner letzten Saison für den englischen Club die UEFA Champions League in einem dramatischen Finale gegen den AC Mailand. In diesem Finale wurde er Mitte der ersten Halbzeit eingewechselt und konnte nach einem 0:3-Halbzeitrückstand in der zweiten Halbzeit den so wichtigen 2:3-Anschlusstreffer erzielen. Nachdem die Partie mit 3:3 nach Verlängerung geendet hatte, erzielte er bei dem darauf folgenden Elfmeterschießen den entscheidenden Treffer zum Sieg.
Am 9. November 2009 beendete Šmicer wegen anhaltender Verletzungsprobleme seine Laufbahn und wurde Manager der tschechischen Nationalmannschaft.

## Nationalmannschaft
Mit der tschechischen Nationalmannschaft wurde er bei der Fußball-Europameisterschaft 1996 im Finale gegen Deutschland Vize-Europameister. Er war auch im Kader für Tschechien bei der Fußball-Europameisterschaft 2000 und der Fußball-Europameisterschaft 2004. Einzig die Teilnahme an einer Fußball-Weltmeisterschaft blieb dem spielerisch starken Außenläufer verwehrt.
Im November 2005 sorgte er im Relegationsspiel in der Qualifikation zur Fußball-Weltmeisterschaft 2006 für die Qualifikation der Tschechen, als er im Hinspiel gegen Norwegen den 1:0-Siegtreffer machte; auch im Rückspiel war er dabei. Für die WM 2006 in Deutschland wurde er nominiert, verletzte sich aber dann.
Šmicer bestritt 81 Länderspiele.

## Erfolge
Verein:
- Tschechischer Meister mit Slavia Prag: 1996, 2008 und 2009
- Französischer Meister mit RC Lens: 1998
- Französischer Ligapokalsieger mit RC Lens: 1999
- Englischer Pokalsieger mit dem FC Liverpool: 2001
- UEFA-Pokal-Sieger mit dem FC Liverpool: 2001
- Englischer Ligapokalsieger mit dem FC Liverpool: 2001 und 2003
- FA-Community-Shield-Gewinner mit dem FC Liverpool: 2001
- UEFA-Super-Cup-Sieger mit dem FC Liverpool: 2001
- UEFA-Champions-League-Sieger mit dem FC Liverpool: 2005
- Französischer Ligapokalsieger mit Girondins Bordeaux: 2007

Nationalmannschaft:
- Vize-Europameister mit Tschechien: 1996